# Aquiloeurycea cephalica
La salamandra pinta (Aquiloeurycea cephalica) es una especie de salamandra de la familia Plethodontidae. Es endémica de México.

## Distribución y hábitat
Está distribuida en el centro de México, en los estados de Puebla, Tlaxcala, Veracruz, Morelos, Hidalgo, Oaxaca, Estado de México, y el Distrito Federal.
Su hábitat natural es de bosques de coníferas tropicales y subtropicales húmedos de tierras bajas. También se le encuentra a la orilla de los bosques, en  plantaciones, jardines rurales y pequeños bosquecillos dentro de áreas urbanas, entre 1,100 y 3,000 m s. n. m. Se les puede encontrar debajo de hojarasca, troncos caídos y piedras al nivel del piso, en lugares húmedos y oscuros.

## Taxonomía
Los sinónimos de esta especie son:
- Pseudoeurycea cephalica cephalica  Smith and Taylor, 1948
- Pseudoeurycea cephalica cephalica  Taylor, 1944
- Pseudoeurycea cephalica manni  Taylor, 1944
- Pseudoeurycea sulcata  Brame, 1963
- Spelerpes cephalicus
- Spelerpes cefalicus
- Oedipus cephalicus

## Estado de conservación
La IUCN incluye en su lista roja de especies en peligro de extinción a esta salamandra, debido a la disminución de su hábitat por la explotación forestal y agrícola.
Esta especie está definida como A amenazada, dentro de la Norma Oficial Mexicana expedida por la Secretaría de Medio Ambiente y Recursos Naturales de México, con clave NOM-059-ECOL-2001.